# V-RARE SOUND TRACK
V-RARE SOUND TRACK(V-레어 사운드 트랙)은 코나미의 리듬게임 (비마니 시리즈)인 《Dance Dance Revolution》, 《pop'n music》, 《beatmania IIDX》의 수록곡의 리믹스, 롱 버전, 최초 수록 음원 등 희귀한 음원을 수록한 CD이다.
따로따로 판매되진 않고, 가정용 (주로 플레이스테이션 2판) 비마니 시리즈의 일부 작품의 특별판(코나미 스타일에서판 한정 판매)에 특전으로 수록되어 있다. 게임별로 나눌 수 없고, 모두 일련 번호가 새겨져 있다.